# 韋哈根山
72°34′S 31°8′E / 72.567°S 31.133°E
韋哈根山是南極洲的山峰，位於東部南極洲的毛德皇后地，海拔高度2,300米，屬於比利時山脈的一部分，該山峰在1957至1958年由比利時探險隊發現，現時受南極條約體系管理。